# 219 км (зупинний пункт)
Платформа 219 км — пасажирський залізничний зупинний пункт Дніпровської дирекції Придніпровської залізниці на електрифікованій лінії Нижньодніпровськ-Вузол — Синельникове II між станціями Іларіонове (2,7 км) та Синельникове II (20,4 км). Розташований неподалік від села Іванівка Синельниківського району Дніпропетровської області. Поруч з зупинним пунктом пролягає автошлях територіального значення Т 0401.

## Пасажирське сполучення
На зупинному пункті 219 км зупиняються приміські електропоїзди до станцій Дніпро-Головний, Лозова, Межова, Запоріжжя II, Синельникове I та Чаплине.